# Championnats du monde de nage en eau libre 2002
Navigation
Honolulu 2000 Dubaï 2004
La deuxième édition des Championnats du monde de nage en eau libre se déroule à Charm el-Cheikh, en Égypte, du 23 au 28 septembre 2002. 
La baie de Naama accueille les six épreuves programmées (5, 10 et 25 km hommes et femmes) de cette compétition bisannuelle organisée en alternance avec les Championnats du monde de natation par la Fédération internationale de natation. 
Un classement par équipes est institué pour chacune des 3 distances, avec l'attribution des médailles d'or, d'argent et de bronze et ouvert aux nations dont au moins trois nageurs des deux sexes sont classés. Il est déterminé par l'addition des trois meilleurs temps mixtes, soit les deux meilleurs masculins et le meilleur féminin, soit les deux meilleurs féminins et le meilleur masculin.

## Programme
- 23 septembre, à 9 h : 5 km femmes - à 11 h : 5 km hommes
- 25 septembre, à 8 h : 10 km hommes - à 12 h : 10 km femmes
- 28 septembre, à 8 h : 25 km hommes - à 8 h 30 : 25 km femmes

## Résultats

### 5 km
| Rang   | Nom                          | Temps          |
| ------ | ---------------------------- | -------------- |
| Or     | Viola Valli (ITA)            | 56 min 52 s    |
| Argent | Edith van Dijk (NED)         | 57 min 01      |
| Bronze | Hanna Miluska (SUI)          | 58 min 13      |
| 4      | Valeria Casprini (ITA)       | 58 min 35      |
| 5      | Nadine Pastor (GER)          | 58 min 37 s 10 |
| 6      | Jana Pechanová (CZE)         | 58 min 37 s 41 |
| 7      | Stefanie Biller (GER)        | 58 min 37 s 78 |
| 8      | Ekaterina Jdanova (RUS)      | 58 min 38 s    |
| 9      | Ekaterina Seliverstova (RUS) | 58 min 39 s    |
| 10     | Denise Schrader (SUI)        | 58 min 42 s    |

| Rang   | Nom                   | Temps          |
| ------ | --------------------- | -------------- |
| Or     | Luca Baldini (ITA)    | 51 min 49 s 78 |
| Argent | Stefano Rubaudo (ITA) | 51 min 51 s 20 |
| Bronze | Thomas Lurz (GER)     | 51 min 52 s 43 |
| 4      | Yannick Rieg (FRA)    | 52 min 59 s 07 |
| 5      | Stéphane Gomez (FRA)  | 53 min 4 s 18  |
| 6      | Mark Saliba (AUS)     | 53 min 4 s 71  |
| 7      | Ivan Ivanov (RUS)     | 53 min 6 s 19  |
| 8      | Grant Cleland (AUS)   | 53 min 6 s 69  |
| 9      | Christian Hein (GER)  | 53 min 7 s 53  |
| 10     | Jure Bucar (SVN)      | 53 min 7 s 78  |

### 10 km
| Rang   | Nom                          | Temps              |
| ------ | ---------------------------- | ------------------ |
| Or     | Britta Kamrau (GER)          | 1 h 55 min 42 s 25 |
| Argent | Viola Valli (ITA)            | 1 h 56 min 42 s 28 |
| Bronze | Angela Maurer (GER)          | 1 h 56 min 49      |
| 4      | Edith van Dijk (NED)         | 1 h 56 min 50      |
| 5      | Etta van der Weijden (NED)   | 1 h 56 min 53 s    |
| 6      | Trudee Hutchinson (AUS)      | 1 h 57 min 13 s    |
| 7      | Ivanka Moralieva (BUL)       | 1 h 57 min 20 s    |
| 8      | Jana Pechanová (CZE)         | 1 min 57 min 26 s  |
| 9      | Valeria Casprini (ITA)       | 1 h 58 min 08 s    |
| 10     | Ekaterina Seliverstova (RUS) | 1 h 58 min 55      |

| Rang   | Nom                       | Temps           |
| ------ | ------------------------- | --------------- |
| Or     | Ievgueni Koshkarov (RUS)  | 1 h 49 min 30 s |
| Argent | Simone Ercoli (ITA)       | 1 h 49 min 34 s |
| Bronze | Vladimir Diattchine (RUS) | 1 h 49 min 35 s |
| 4      | Thomas Lurz (GER)         | 1 h 49 min 36 s |
| 5      | Yannick Rieg (FRA)        | 1 h 49 min 37 s |
| 6      | Petar Stoychev (BUL)      | 1 h 49 min 38 s |
| 7      | Mark Saliba (AUS)         | 1 h 49 min 40 s |
| 8      | Fabio Venturini (ITA)     | 1 h 49 min 45 s |
| 9      | Sergey Punko (BLR)        | 1 h 50 min 3 s  |
| 10     | Igor Majcen (SVN)         | 1 h 50 min 6 s  |

### 25 km
| Rang   | Nom                        | Temps              |
| ------ | -------------------------- | ------------------ |
| Or     | Edith van Dijk (NED)       | 6 h 11 min 21 s 92 |
| Argent | Angela Maurer (GER)        | 6 h 11 min 22 s 43 |
| Bronze | Britta Kamrau (GER)        | 6 h 11 min 22 s 70 |
| 4      | Natalia Pankina (RUS)      | 6 h 11 min 25 s 18 |
| 5      | Yvetta Hlaváčová (CZE)     | 6 h 12 min 11 s 19 |
| 6      | Olga Chalyegina (RUS)      | 6 h 15 min 20 s 45 |
| 7      | Ivanka Moralieva (BUL)     | 6 h 15 min 49 s 88 |
| 8      | Laura La Piana (ITA)       | 6 h 28 min 5 s 29  |
| 9      | Etta van der Weijden (NED) | 6 h 28 min 31 s 52 |
| 10     | Alessandra Romiti (ITA)    | 6 h 34 min 9 s 61  |

| Rang   | Nom                    | Temps           |
| ------ | ---------------------- | --------------- |
| Or     | Iouri Koudinov (RUS)   | 5 h 39 min 14 s |
| Argent | Anton Sanatchev (RUS)  | 5 h 41 min 14 s |
| Bronze | Gabriel Chaillou (ARG) | 5 h 41 min 16 s |
| 4      | Igor Majcen (SVN)      | 5 h 41 min 18 s |
| 5      | Petar Stoychev (BUL)   | 5 h 41 min 38 s |
| 6      | Stéphane Gomez (FRA)   | 5 h 41 min 45 s |
| 7      | Sergey Punko (BLR)     | 5 h 41 min 46 s |
| 8      | Mark Saliba (AUS)      | 5 h 42 min      |
| 9      | Andre Wilde (GER)      | 5 h 44 min      |
| 10     | Andrea Volpini (ITA)   | 5 h 44 min 49 s |

### Classement par équipes (mixte)
| Rang   | Nom                                                         | Temps           |
| ------ | ----------------------------------------------------------- | --------------- |
| Or     | Italie Luca Baldini Stefano Rubaudo Viola Valli             | 2 h 40 min 32 s |
| Argent | Allemagne Thomas Lurz Christian Hein Nadine Pastor          | 2 h 43 min 37 s |
| Bronze | Australie Mark Saliba Grant Cleland Trudee Hutchinson       | 2 h 44 min 54 s |
| 4      | Canada David Creel Tim Cowan Karley Stutzel                 | 2 h 47 min 7 s  |
| 5      | Russie Ivan Ivanov Ekaterina Jdanova Ekaterina Seliverstova | 2 h 50 min 23 s |
| 6      | Égypte Amr Tarek Mustafa El Rayes Sara Ashraf               | 2 h 57 min 51 s |

| Rang   | Nom                                                                  | Temps           |
| ------ | -------------------------------------------------------------------- | --------------- |
| Or     | Italie Simone Ercoli Fabio Venturini Viola Valli                     | 5 h 36 min 1 s  |
| Argent | Australie Mark Saliba Grant Cleland Trudee Hutchinson                | 5 h 37 min 4 s  |
| Bronze | Allemagne Thomas Lurz Christian Hansmann Britta Kamrau               | 5 h 37 min 41 s |
| 4      | Russie Ievgueni Koshkarov Vladimir Diattchine Ekaterina Seliverstova | 5 h 38 min      |
| 5      | Brésil Luiz Oliveira Carlos Pavao Viviane Motti                      | 5 h 42 min 27 s |
| 6      | Tchéquie Rostislav Vítek Jana Pechanová Yvetta Hlaváčová             | 5 h 53 min 42 s |
| 7      | Égypte Khalid Mohamed Mohamed Sorour Dina Osama                      | 5 h 55 min 54 s |

| Rang   | Nom                                                    | Temps            |
| ------ | ------------------------------------------------------ | ---------------- |
| Or     | Russie Iouri Koudinov Anton Sanatchev Natalia Pankina  | 17 h 31 min 53 s |
| Argent | Allemagne Andre Wilde Christian Hansmann Angela Maurer | 17 h 41 min 12 s |
| Bronze | Tchéquie Rostislav Vítek Pavel Srb Yvetta Hlaváčová    | 18 h 5 min 27 s  |
| 4      | Italie Andrea Volpini Simone Menoni Laura La Piana     | 18 h 23 min 26 s |
| 5      | Égypte Mohamed Zanaty Heba Mamdouh Basma Taher         | 20 h 47 min 21 s |

## Tableau des médailles
| Rang  | Nation             | Or | Argent | Bronze | Total |
| ----- | ------------------ | -- | ------ | ------ | ----- |
| 1     | Italie             | 4  | 3      | 0      | 7     |
| 2     | Russie             | 3  | 1      | 1      | 5     |
| 3     | Allemagne          | 1  | 3      | 4      | 8     |
| 4     | Pays-Bas           | 1  | 1      | 0      | 2     |
| 5     | Australie          | 0  | 1      | 1      | 2     |
| 6     | Argentine          | 0  | 0      | 1      | 1     |
| 6     | République tchèque | 0  | 0      | 1      | 1     |
| 6     | Suisse             | 0  | 0      | 1      | 1     |
| Total | Total              | 9  | 9      | 9      | 27    |